# Laacher See
A Laacher See az Eifel-hegységben, Németországban, Koblenz közelében található vulkáni eredetű kaldera-tó.

## Etimológiája

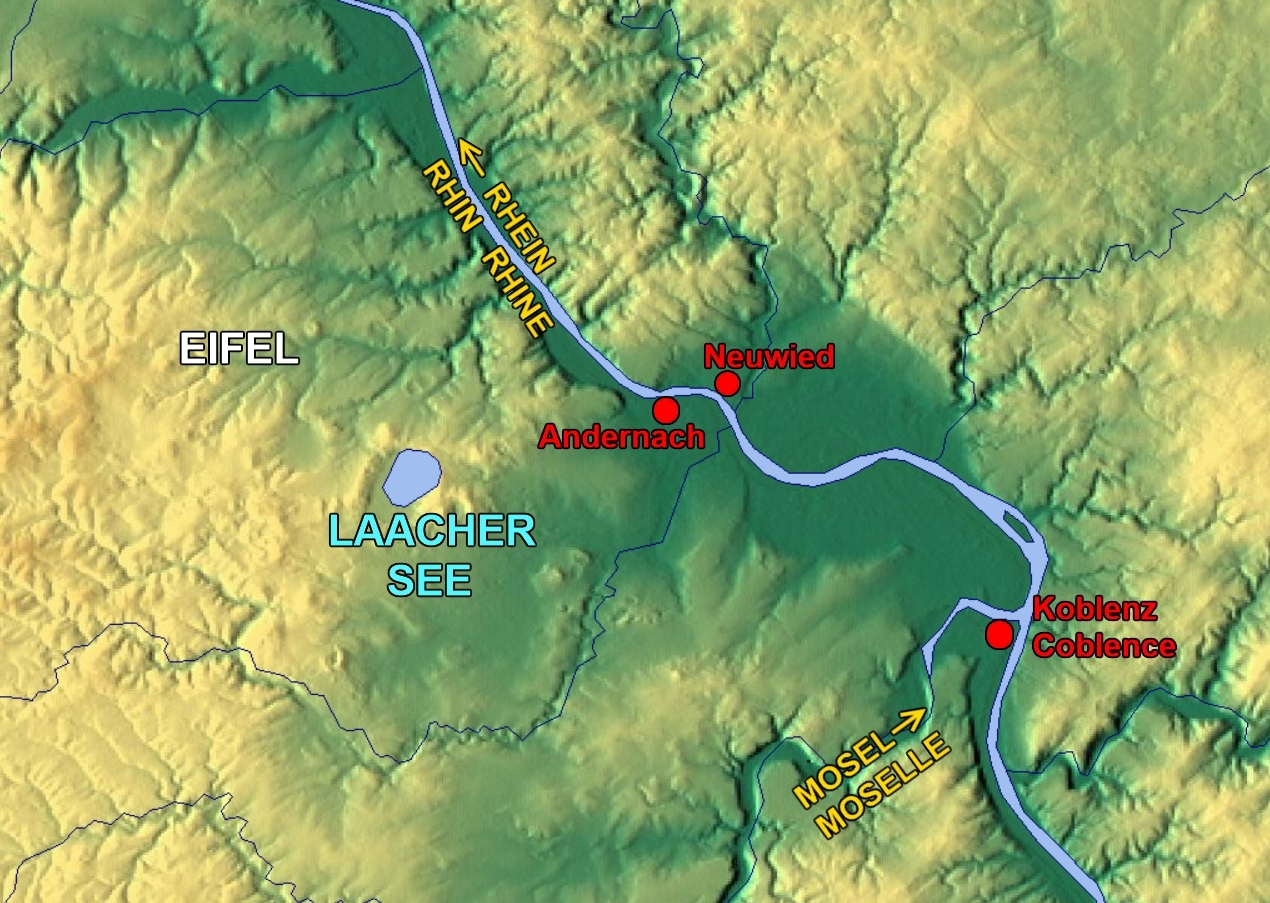
A Laacher See régió topográfiai térképe

A Laach szó az ófelnémet lacha közvetítésével a latin lacus, -ūs (magyarul: tó) szóból származik. A Laacher See ezért pleonazmus, mindkét része tavat jelent. A Laach elnevezés a helyre és az ott található kolostorra is áthúzódott; 1863-ban a jezsuiták hivatalosan is Maria Laach-nak nevezték el ottani kolostorukat.

## Elhelyezkedése
Az ovális tó 3,31 km²-es felszínével Rajna-vidék–Pfalz szövetségi állam legnagyobb tava. Az Eifel-hegység keleti, vulkanikus eredetű részében található, Andernach, Bonn, Koblenz közelében.
A tó legnagyobb mélysége 51 m. Vize a talajvízből ered, természetes lefolyása nincs. Felszíne a tengerszint felett 275 méter magasan van. Ingadozása korábban elérte a 15 métert is, ami a környező területek mezőgazdaságát károsította. Ezért 1840-45 között mesterséges kifolyó csatornát építettek déli partjára. A lecsapolással a tó átlagos felületének mintegy harmadát elvesztette.

## Geológiai története

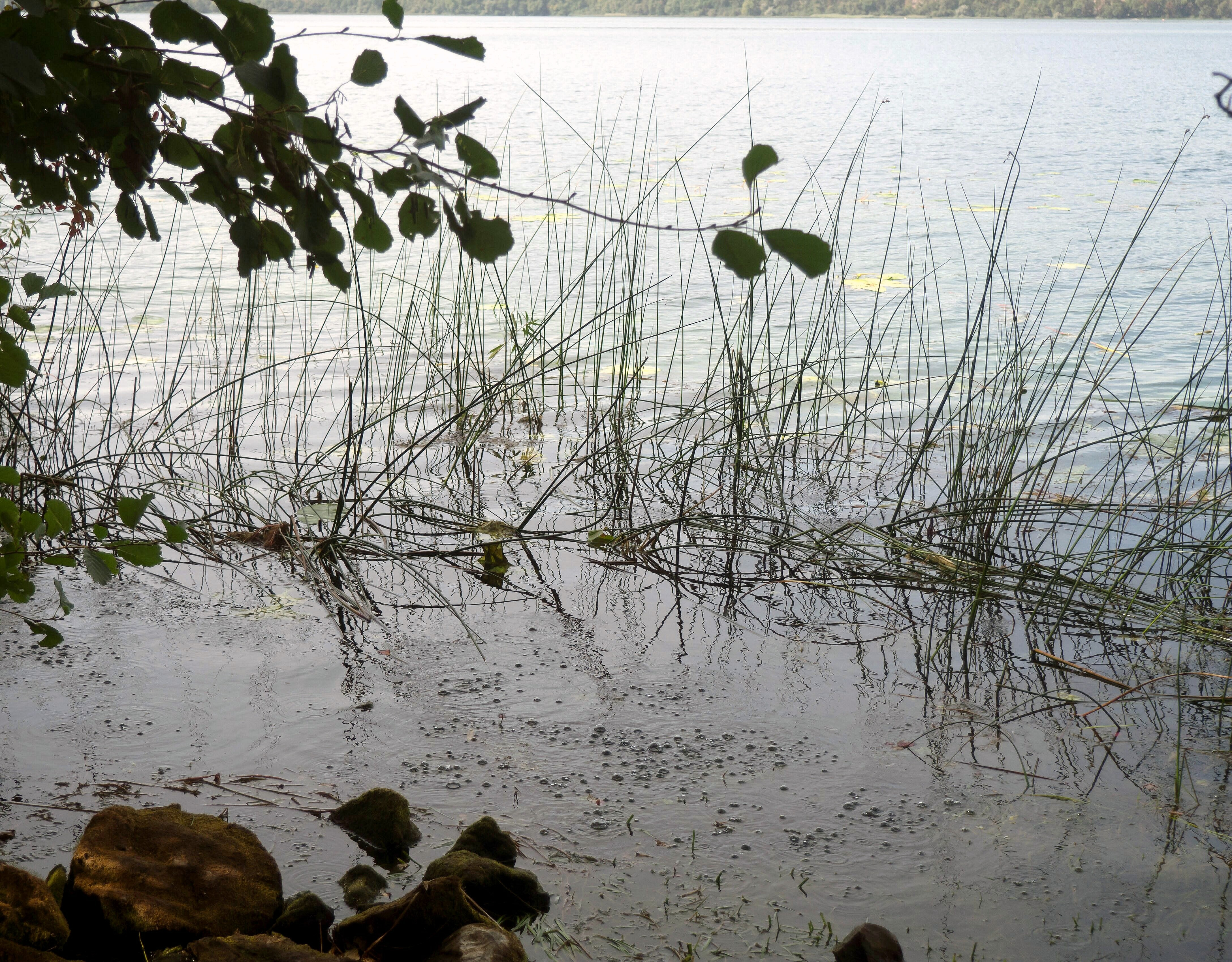
Mofetta a Laacher See-ben

Bár a tavat gyakran említik a térség legnagyobb maar-tavaként, tudományos pontossággal nem tekinthető maar-tónak, mint ahogy krátertónak sem. Egy vízzel telt kalderáról, azaz beomlással keletkezett üregről van szó, amely a vulkáni magmakamra kiürülése utáni összeomlás nyomán keletkezett. Ezt aztán idővel feltöltötte a talajvíz.
A vulkán utolsó kitörését, amely a kalderát létrehozta,  i. e. 10.930-ra datálják. A kitörés néhány napig tarthatott és egy plíniuszi főfázisból, valamint az azt megelőző és követő freatomagmás robbanásokból állt.
A robbanások óriási mennyiségű anyagot dobtak ki, a mely a Rajna középső völgyének vidékét mintegy 7 méter vastag hamuréteggel borította be. A folyamot a vulkáni anyag eltorlaszolta és a Mosel torkolatáig terjedő ideiglenes tó alakult ki. A finomabb vulkáni hamu egészen Svédországig eljutott a légkörben. A kitörés Laacher See Tephra (LST) néven ismert lerakódásait gyakran használják a rétegek kormeghatározására Nyugat-Európa-szerte a földtudományok és az archeológia művelői egyaránt.
A kidobott anyag mennyiségét kb. 6 km³ magmaanyagra illetve összesen mintegy 16 km³ tefrára becsülik. Ez a vulkáni robbanások 1-től 8-ig terjedő skáláján a 6. fokozatnak felel meg. Összehasonlításul a kitörés másfélszer akkora volt, mint a Pinatubo kitörése 1991-ben, vagy hatszor akkora, mint a Mount Saint Helens kitörése 1980-ban.
A tóban ma is megfigyelhető a szén-dioxid bugyborékolása a víz alól. Az egész Eifel vulkáni régió évente egy-két millimétert emelkedik, a környéken jól mérhető a szeizmikus aktivitás, a tó vizében a mélység felé haladva határozott termális anomáliák mutatkoznak.
A Laacher See és környéke geológiai mércével mérve aktív vulkáni területnek számít, ezért a geológusok szerint – ugyancsak földtörténeti léptékkel mérve – viszonylag rövid időn belül újra kitörhet.

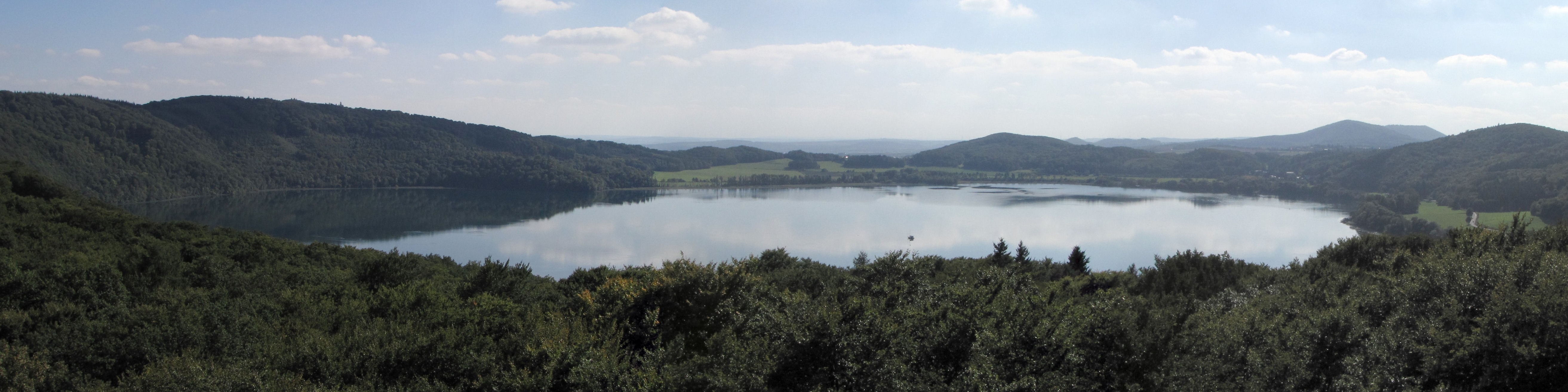
Laacher See

## Képek

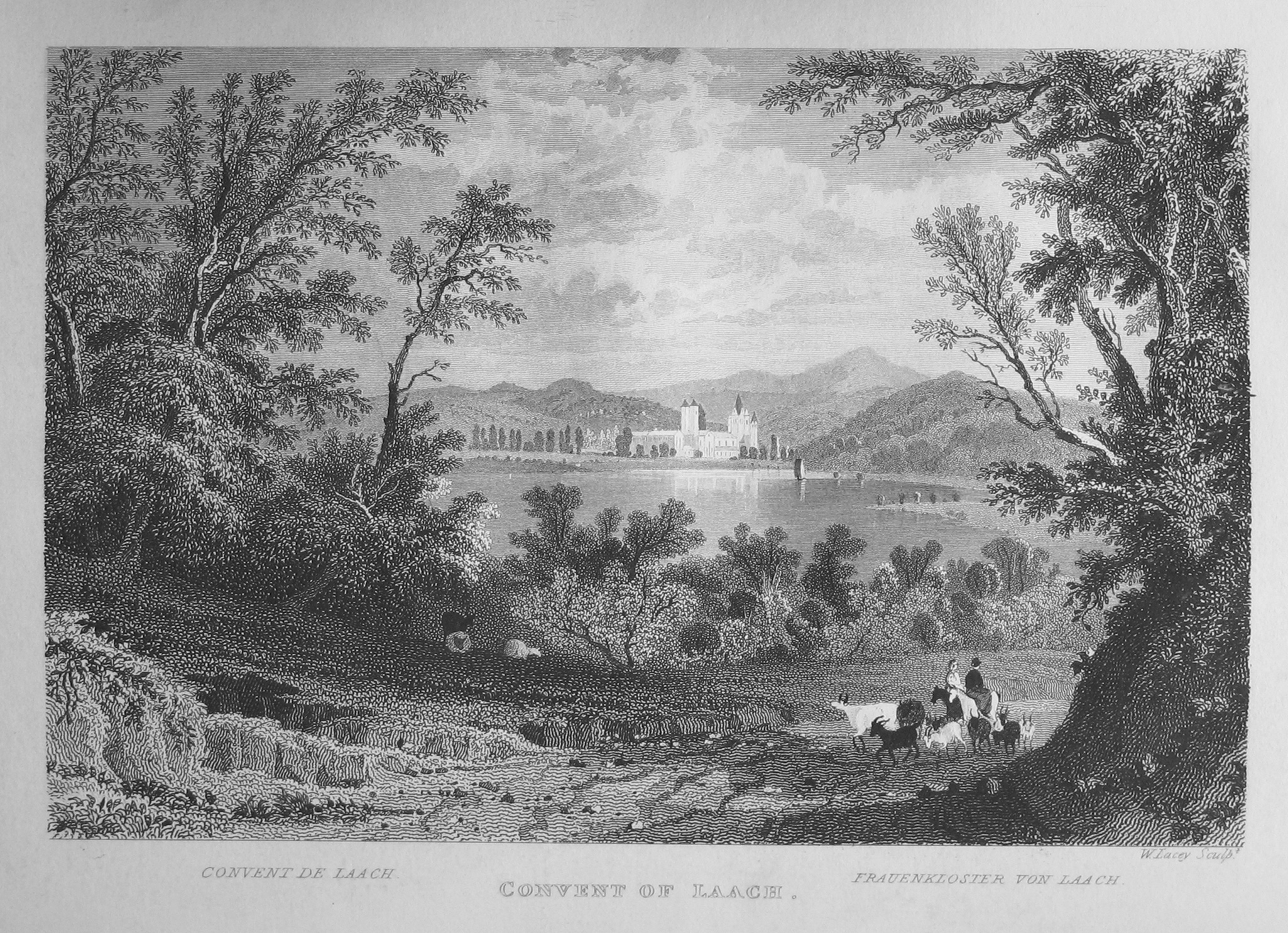
A Laacher See az apátsággal 1832 körül
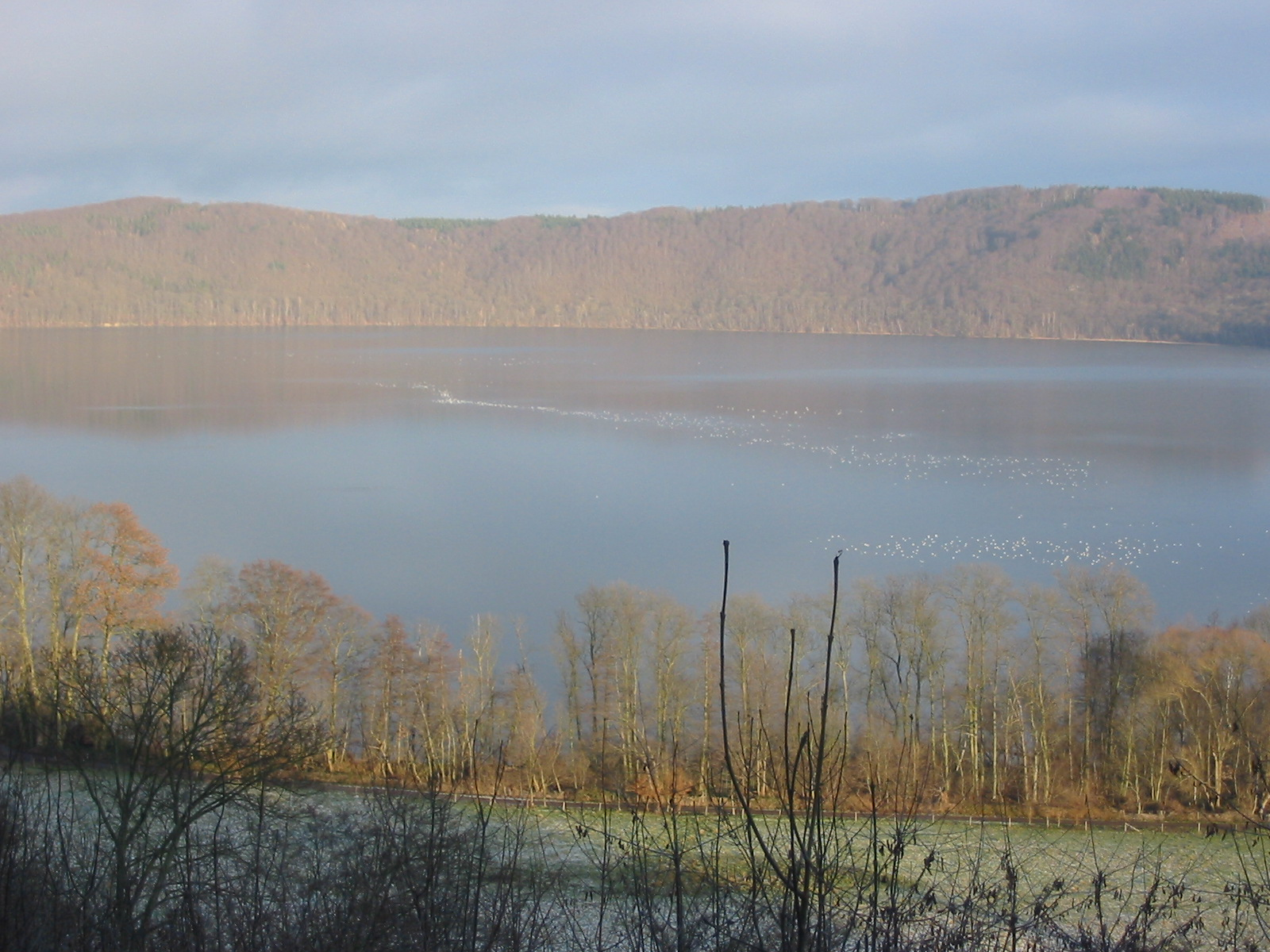
A Laacher See télen, a délnyugati partól. Jól látható a kaldera pereme
A Maria Laach apátsági templom
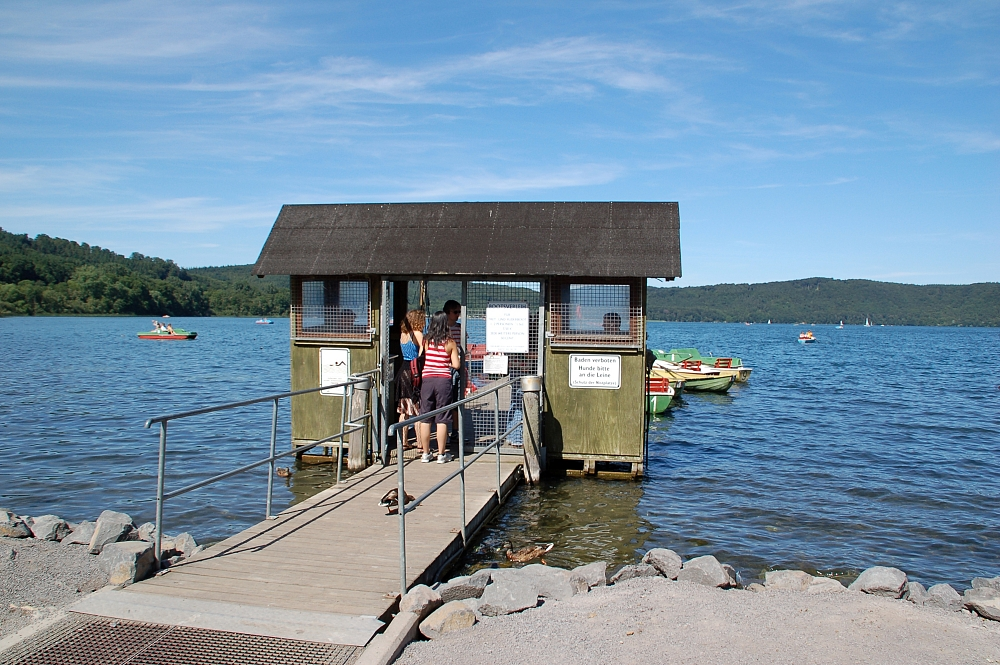
Vízibicikli bérlés